# Субнордическая раса
Субнордическая раса (англ. Sub-Nordic) — малая раса (антропологический тип) большой европеоидной расы. Название указывает на близость к нордической расе.

## Происхождение и употребление термина
Впервые термин «субнордическая раса» (фр. Sub-Nordique) использовал французский антрополог И. Деникер в начале XX века. Далее эту расу как отдельную единицу выделяли французский антрополог Ж. Монтадон и представители польской антропологической школы Я. Чекановский и И. Михальский. Сейчас этот термин используется американским публицистом расистом Р. Маккалоком. Эта раса выделяется только при типологической расовой классификации.

## Характерные признаки и распространение
И. Деникер называл субнордической расу, отличающуюся от нордической расы мезоцефалией, квадратным лицом и вздёрнутым носом. Она была выделена, чтобы охватить народы, живущие на востоке Балтики, в северной Германии, юго-западной Норвегии, частично в Англии и Финляндии.
Американский антрополог К. Кун указывал, что субнордический тип Деникера частично соответствует восточнобалтийскому и частично неодунайскому типам его классификации.
В классификации Ж. Монтадона субнордический тип — это нордический тип с примесью альпийского типа. Вместе с нордическим типом он входит в светлую расу (фр. race blonde).
В концепции Я. Чекановского и И. Михальского субнордическая раса является продуктом смешения между нордической и лапоноидной расами.
Советский антрополог Н. Н. Чебоксаров называл, пользуясь терминологией Деникера, субнордийским или подсеверным высокорослый, очень светлый, мезо- или суббрахикефальный тип, с умеренно широким и средневысоким лицом, узким носом с прямой или выпуклой спинкой. Он полагал, что морфологически этот тип занимает промежуточное положение между светлыми брахикефалами Прибалтики и Средней Европы и «классической» северной (нордической) расой Скандинавии. Он отмечал присутствие такого типа в северо-западной Германии (в районе Эмдена, в Видингсгарде и Бекингсгарде), а также допускал, что подсеверный тип входит в состав населения северо-восточной Германии. Кроме того, он обнаружил субнордийский облик у кашубов и отмечал, что такой комплекс широко распространён по всему северу Польши.